# Королевский велоспортивный союз Нидерландов
Королевский велоспортивный союз Нидерландов (нидерл. Koninklijke Nederlandsche Wielren Unie, KNWU) — национальная спортивная федерация велосипедного спорта в Нидерландах. Член UCI и UEC.
Федерация создана 28 января 1928 года. Ее целью является всесторонняя поддержка всех видов велоспорта, популярных в Нидерландах. По состоянию на 2009 год федерация организует и проводит более 700 спортивных мероприятий в год, охватывает около 200 голландских велоспортивных клубов и насчитывает более 28 000 членов, из которых около 12 000 имеют лицензию для участия в соревнованиях.

## События, проводимые KNWU
- Чемпионаты Нидерландов по велоспорту
  - Чемпионат Нидерландов по шоссейному велоспорту: Групповая гонка
  - Чемпионат Нидерландов по шоссейному велоспорту: Индивидуальная гонка
  - Чемпионат Нидерландов по трековым велогонкам
- Чемпионат мира по шоссейным велогонкам в 1938, 1938, 1948,1959, 1967, 1979, 1998 и 2012 гг.
- Чемпионат мира по трековым велогонкам в 1938, 1948, 1967, 1979 и 2011 гг.